# Uehara Hiromi
Uehara Hiromi (上原ひろみ; Hepburn: Hiromi Uehara; Japán, Hamamacu, 1979. március 26. –) japán dzsesszzongorista és zeneszerző.

## Élete
Hatévesen kezdett el zongorázni, tizenkét éves korában már az első koncertjét adta. A zenei tanulmányait a Yamaha School of Musicban folytatta. Tizennégy éves korában már a cseh filharmonikusokkal játszott, tizenhét évesen pedig Chick Coreával. 
1999-ben az Egyesült Államokba utazott, hogy tanulmányait a bostoni Berklee College of Musicban folytassa ahol a neves pittsburghi (USA) jazz-bebop zongorista, Ahmad Jamal lett a mentora. Uehara Hiromi 2003-ban kezdte meg komolyabban karrierjét, amikor világ körüli turnéra indult, számos nagy nevű jazz fesztiválon hallhatta akkoriban a közönség. Akkor jelent meg bemutatkozó lemeze is Another Mind címmel, amin Mitch Cohn basszusgitáros és Dave DiCenso dobos játszott. Második lemeze 2004-ben érkezett Brain címmel, amit a Berklee iskola diákjaival: Tony Grey basszusgitárossal és Martin Valihora dobossal rögzített. 2006-ban megjelent a Spiral című folytatás. 
Hiromi triója közben quartetté vált. 2006. október 19-én csatlakozott hozzá a gitáros David Fiuczynski, így lett végleges az immár Hiromi’s Sonicbloom nevű zenekar, ami 2007-ben kiadta a Time Controlt, egy évvel később pedig a Beyond Standardet.
2009-ben jelent meg szólólemeze, Place to Be címmel, jelenleg Anthony Jacksonnal és Simon Phillipsszel dolgozik együtt.
Kedvenc zeneszerzői és zenészei: Bach, Oscar Peterson, Liszt Ferenc, Ahmad Jamal, a Sly & the Family Stone, a Dream Theater és a King Crimson.

## Hangszerek
- Yamaha CFIII-S zongora
- Nord Lead 2
- Clavia Nord Electro 2 73
- Korg microKORG

## Diszkográfia

### Stúdió albumok mint "Hiromi"
- Another Mind (2003) CD-83558
- Brain (2004) CD-83600
- Spiral (2006) CD-83631
- Time Control (2007) CD-83655
- Beyond Standard (2008)
- Place to be (2009)

### Stúdió albumok mint "The Trio Project"
- Voice (2011) CD
  - 1. Voice [9:13]
  - 2. Flashback [8:39]
  - 3. Now or Never [6:15]
  - 4. Temptation [7:54]
  - 5. Labyrinth [7:40]
  - 6. Desire [7:19]
  - 7. Haze [5:54]
  - 8. Delusion [7:49]
  - 9. Beethoven's Piano Sonata N°8 – Pathetique [5:13]

- Move (2012) CD
  - 1. Move [08:34]
  - 2. Brand New Day [07:02]
  - 3. Endeavor [07:24]
  - 4. Rainmaker [07:28]
  - 5. Suite Escapism "Reality" [05:32]
  - 6. Suite Escapism "Fantasy" [06:36]
  - 7. Suite Escapism "In Between" [07:52]
  - 8. Margarita! [07:28]
  - 9. 11:49 PM [11:29]
- Alive (2014) CD
  - Alive [9:05]
  - Wanderer [8:59]
  - Dreamer [8:31]
  - Seeker [7:25]
  - Player [9:12]
  - Warrior [8:59]
  - Firefly [7:31]
  - Spirit [8:15]
  - Life Goes On [6:49]

## Kitüntetések
Számos kitüntetést kapott; Az év dzsesszzenésze, Az év albuma (Spiral).